# Jeremias Wallén
Jeremias Wallén, född 26 december 1693 i Pikis, död 20 juli 1772 i Stockholm, var en svensk jurist och ämbetsman.

## Biografi
Wallén var student vid Åbo universitet 1711 och Uppsala universitet 1713. Han var auditör från 1717, från 1725 som överauditör vid krigsmakten i Finland. Han blev sekreterare i Åbo hovrätt 1728 och assessor där 1737. Han blev lagman i Karelens lagsaga 1744.
Han adlades 30 september 1743 och introducerades på Sveriges Riddarhus 1752.
Han var landshövding i Åbo och Björneborgs län från 21 juli 1757 till 1768, landshövding i Södermanlands län från 28 juni till 17 oktober 1769. 
1760 blev han riddare av Nordstjärneorden.
Wallén var gift från 1 juni 1727 med Margareta Sjöberg och hade med henne tre barn.